# إدوارد جونيور ويلسون
إدوارد جونيور ويلسون (بالإنجليزية: Edward Junior Wilson)‏ (22 سبتمبر 1984 بمونروفيا في ليبيريا - ) هو لاعب كرة قدم ليبيري في مركز الهجوم. شارك مع منتخب ليبيريا لكرة القدم. أما مع النوادي، فقد لعب مع نادي سيمين بادانغ ونادي برليس ‏ ومايتي بارولي ‏ وفيلدا يونايتد.

## وصلات خارجية
- إدوارد جونيور ويلسون على موقع قاعدة بيانات كرة القدم.إي يو (الإنجليزية)
- إدوارد جونيور ويلسون على موقع ناشيونال فوتبول تيمز (الإنجليزية)